# Консекрација
Consecratio (гл. именица од од гл. consecrare, осветити, прогласити светим) је у римском праву био правно важећи и трајни пренос предмета или личности из правне области ius humanum у правну област ius divinum, што је за последицу имало њихову класификацију у категорију sacrum (отуда је првобитно називан само sacrare); за предмет је то значило његово изузимање из световне употребе, а за лице свашта (од његовог проклињања до деификације).
По својој природи специфичан (специфичан, јер, према римском схватању, „аутогена“ сакралност није својствена ни храму, ни култној слици, ни олтару, ни култном прибору), овај правни чин извршавали су магистрати неретко и у друштву понтификâ. 
Садржајно разликовање консекрације (лат. consecratio) и дедикације (лат. dedicatio) покаткад се приписује периоду републике, а од времена позне републике оба појма се употребљавају као синоними. 

## Пракса
Будући да сакралне ствари (лат. res sacrae), с једне стране, за државу и њену касу, представљају обавезу и оптерећење, а с друге стране, за приватноправну трговину (лат. commercium), такорећи забрањено воће, консекрација није могла (па ни тамо где се није радило о државној него о приватној својини) да се олако препусти самовољи појединаца. Отуда је као правна поставка важило да се консекрација може извршити једино учешћем државноправних чинилаца; то што је приватно лице посвећивало божанству није било res sacra, већ само res religiosa. На такво посвећивање приватне својине извршено без консензуса државе, од стране власника, или са његовим одобрењем, односи се „стари трибунов закон“ (лат. lex vetus tribunicia) Квинта Папирија, који је (истина, са ограничењем на некретнине) изрекао забрану „да се без одобрења храма и народа, посвећују земља и жртвеник“. Једно друго ограничење консекрације некретнине јесте да је она пуноваљана само у Италији (in agro Italico), док у провинцији (in provinciali solo) ни земља која је посвећена државним путем не постаје sacrum, као што ни земља коју је посветило приватно лице не постаје religiosum, већ се само сматрају pro sacro односно pro religioso: 
исто тако, оно што у провинцијама није овлашћењем народа Рима посвећено, у правом смислу није свето, па се ипак држи за свето
Сагласно томе, и цар Трајан је на упит Плинија Млађег одговорио да премештање једног старог храма Велике Мајке у Никомедију није у супротности са верским скрупулама, „јер земљиште страног града није прикладно за посвећење какво се чини по нашем [римском] закону“. Консекрација има за претпоставку да се власник одриче ствари у свакој форми њеног поседовања, да је уступа у корист божанства. Постиже се чином дедикације, који са консекрацијом стоји у тако уској вези, да се обе речи често доводе у међусобну везу, и повремено замењују једна другом.
Правоснажну предају права власништва заједнице, која је била потребна ради претварања заједничког добра у добро богова, није могло да изведе приватно лице, него магистрат кога је служба сама по себи за то овлашћавала или кога би за то специјално (nominatim) одредио народ. Службеници са империјумом (cum imperio) имали су неограничено право на дедикацију управо на основу свог права и овлашћења да изричу наређења. За сваког другог службеника требало је овлашћење а о томе се питао народ. Народ је чин дедикације могао да повери и ономе ко је обећао или започео градњу храма, или његовом сину, и онда када те године нису обављали службу. Илустрације ради, код Цицерона је остао забележен покушај цензора Гаја Касија Лонгина из 154. п. н. е. да освети кип Конкордије, чему се, у име понтификалног колегијума, супротставио велики понтифик Марко Емилије тврдњом да „осим ако га римски народ није изричито овластио и задужио за такав посао, изгледа да се [кип] не може осветити на законити начин“. Исто тако је било и мишљење понтификâ, када је Клодије један део Цицеронове куће, која је на основу плебисцита конфискована и постала државно добро, консекрирао Либерти, па је Цицерон, по повратку из изгнанства, оспоравао правно важење акта и захтевао повраћај заплењене имовине и о томе писао:
Када су понтифици одлучили да, „ако странка, која каже да је посветила [божанству] онај део плаца, није била – ни по налогу народа ни по одлуци плебса – изричито [] овлашћена за то, и ако – ни по налогу народа ни по одлуци плебса – није била задужена да изврши то, онда они, изгледа, могу да ми га врате не починивши притом светогрђе“, одмах су ми упућене честитке, јер нико није сумњао да ми је кућа тиме досуђена.
У случају весталке Лициније, која је 123. п. н. е. на јавном месту (лат. in loco publico) на брду Авентин освештала један олтар, капелу и пулвинар, њено освећење није важило из два разлога. С једне стране, весталка као приватно лице није могла да божанству препусти државно добро (тј. комад државног земљишта на ком је олтар почивао), а с друге стране још је мање била овлашћена за то. Због тога је градски претор устао против овог освећења, док су понтифици одлучили да се „не сматра светим оно што је освештала на јавном месту Лицинија, кћи Гајева без налога народа“. Закон који је наводно издат 304. пре н. е „да не би ко без налога народа или трибуна, већег дела плебејаца посветио храм и жртвеник“, вероватно се нимало не односи на овлашћење за консекрирање државних добара, него на оснивање новог култа, за шта је заправо био надлежан Сенат. У време Царства право на дедикацију припадало је цару, на шта указује правник Улпијан: „Треба да се зна да јавно може постати свето онда када га цар посвети или да некоме овлашћење за посвећивање.“ Куратори за света здања, јавна места и послове (лат. curatores aedium sacrarum et operum locorumque publicorum) су вероватно имали овлашћење да приватним лицима дају дозволу за консекрирање делова њихове својине, тј. за њихово стварно претварање у света места (loca sacra), барем колико се зна на основу натписа од 21. августа 166, у ком се приватно лице које освећује позива на дозволу коју је издејствовао од куратора Меција Руфа и двапут истиче реч consecravit (осветио): Iunoni Lucinae pro salute domus Augustorum итд. aram cum base consecr(avit) – permissu Maeci Rufi curat(oris) aedium – consecravit X K. Sept. итд.
Иако није било законски обавезно, консултовање понтифика на државном освећивању ипак је, у интересу коректности и поузданости чина, оно било сасвим уобичајено. Међутим, тумачење акта као обостраног правног посла, у којем магистрат заступа заједницу, а понтифик божанство није одржљиво. Јер, магистрат и понтифик не изговарају уговорне формуле, које се међусобно допуњују као питање и одговор, већ обојица раде и изговарају исто. Понтифик као онај који се разуме у божанско право (лат. ius divinum) демонстрира магистрату чин пипања довратка (лат. postem tenere) који је нужан за дедикацију и декламује му дедикациону формулу. Обојица су упоредо заступљени у чину, а не као представници различитих странака. Стога реч dedicare не користи само магистрат, него и понтифик, а изговарање речи consecrare не пада искључиво у део понтифика, него се јавља по извршеној дедикацији; званична фраза гласи „свети храм дедицирају магистрат и понтифик диктирајући и изговарајући“ (aedis sacra a magistratu pontifice praeeunte dicendo dedicatur), или „магистрат уз помоћ понтифика дедицира“ (magistratus per pontificem dedicat); формулу којом службеници захтевају помоћ понтифика дата је код Цицерона: „Дођи, Лукуле, сине Сервилијев, да ми диктираш и пипаш довратак, док ја дедицирам Цицеронову кућу“ (ades, Luculle, Servili, dum dedico domum Ciceronis, ut mihi praeeatis postemque teneatis). У неформалном приватном освећивањању нема суделовања понтифика. Ни оно се у техничком смислу не назива consecratio, али се каткада јавља и под тим називом. Исто тако, делује увредљиво, када се о консекрацији прича као о нечему што је у вези са гробом, који, као што се зна, није loca sacra, него loca religiosa. 
Када је Цицерон доспео на острво Астуру на обали Лацијума, где је отишао, како је тврдио, да се преда својој тузи, на памет му је пала сујетна замисао да подигне вечни споменик у спомен на своју ћерку. Замислио га је не као гробницу, или кенотаф, него као право светилиште чија лепота је требало да сједини у себи сва савршенства које је у прошлости створио уметнички геније Грчке и Рима. О томе је обавестио пријатеља Атика кога је замолио да се свим срцем прихвати овог грандиозног плана. Као да је посао већ био готов, обузео га је страх за судбину светилишта у случају могуће промене власника плаца.
Ово је заиста пријатно место. Налази се усред мора. Може се видети из Анцијума и Циркеја. Но, треба да размислим како да остане консекрирано при свакој промени власника, које могу да буду безбројне у бескрајној будућности, уколико [Рим и његово царство] опстану. Што се мене тиче, вектигали ми сад уопште не требају. Умем бити задовољан и малим. Понекад се носим мишљу да преко Тибра купим неке вртове и то пре свега стога што не видим ништа [друго] што би могло бити толико посећено. А које [вртове], то ћемо видети [кад будемо били] заједно. Услов је само да светилиште буде готово овог лета.
Као објекат консекрације често су у обзир долазиле некретнине, између осталог, храмови, фиксирани олтари, гајеви, али и инвентар храма а пре свега идоли. Римско сакрално право није знало за храмовне слуге, тј. људе консекриране да служе божанство, али су у Ларинуму постојале „јавне Марсове слуге“ (лат. ministri publici Martis) или тзв. марцијали (лат. Martiales). Једина вест о њима је недовршен приказ о томе како је Опијаник покушао да обезбеди слободу и римско грађанско право.

## Врсте
Енциклопедија античког доба Der Neue Pauly разликује следеће врсте консекрације:
1. Консекрација олтара, храмова, земљишта, идола, новца итд. у вези са установљавањем или проширивањем јавних светиња (лат. sacra publica). Као и бројне друге верске установе, римска аналистика приписује процедуру консекрације краљу Нуми, који је, наводно, први путем консекрације створио град уређен на сакрална и профана подручја, након што је Ромул разграничавањем померијума створио прве претпоставке за организацију политичке заједнице. Укидањем краљевства, компетенција за консекрацију прешла је у доба републике на највише римске чиновнике. Уз то, могла је одлуком народа или одговарајућим законом о поједином објекту да се додели бившем чиновнику. До принципата консекрација је као последњи корак при успостављању култних места (нешто после вотума пред клање) била део верских активности римске политичке елите. Све касније знамените храмове подизао је и консекрирао цар лично. Они су, на крају крајева, били и једини који су могли дати допуштење за преобраћање земљишта из јавног у освећено (лат. loca sacra). Процедуру римске консекрације прихватила је касније католичка црква у хришћански модификованој форми.
2. Консекрација добара (лат. consecratio bonorum). Ова консекрације је била део кривичног поступка или политички coercio, приликом ког је (најчешће) освећивањем одузимано земљиште у корист јавног храма. Консекрацију добара спроводили су народни трибуни. Истом домену припада и консекрација главе (лат. consecratio capitis) као део формуле проклињања или самопроклињања која, међутим, није ушла у правну праксу односно језик.
3. Консекрација мртвих царева. По форми и садржини другачија од горенаведених врста консекрација јесте консекрација умрлих царева у оквиру њихове дивинизације. Одлуку о овој консекрацији доносио је (на предлог цара који је ступао на престол после умрлог цара) сенат. Консекрацијом је умрли цар проглашаван за божанског (лат. divus). У каснија времена ова консекрација се одвијала истовремено са погребом.